# Mount Hopkins (Arizona)
Mount Hopkins ist ein Berg im Santa Cruz County (Arizona) mit einer Höhe von 2616 m. Das Fred-Lawrence-Whipple-Observatorium befindet sich auf Mount Hopkins.